# Jezioro stawowe
Jezioro stawowe – naturalny, silnie wypłycony zbiornik wodny o cechach pośrednich między jeziorem a stawem naturalnym, którego dno jest praktycznie całkowicie porośnięte roślinnością. Nie ma połączenia z morzem. Jedyną strefą wyróżnianą w zbiorniku jest litoral. Przykładem może być Balaton, a w Polsce – Jezioro Drużno i Łuknajno.